# Parastasia nigriceps
Parastasia nigriceps är en skalbaggsart som beskrevs av John Obadiah Westwood 1841. Parastasia nigriceps ingår i släktet Parastasia och familjen Rutelidae. Inga underarter finns listade i Catalogue of Life.